# Melloina
Melloina là một chi nhện trong họ Paratropididae.